# The Light (periódico)

'The Light (La Luz en español) es un periódico británico mensual gratuito de teóricos de la conspiración , fundado por Darren Nesbitt (frecuentemente bajo el pseudónimo de Darren Smith) el 27 de septiembre de 2020, que se sitúa en la protestas por las respuestas a la pandemia de COVID-19. El periódico tiene una publicación hermana, llamada The Irish Light (La Luz Irlandesa), que fue lanzada en Irlanda por Gemma O'Doherty y John Waters. BBC  después de un extensa investigación ha comprobado sus tendencias  "conspiranoicas ".

## Descripción
El documento se compra a través de grupos privados de Facebook y contactos de Twitter y luego lo distribuyen voluntarios a quienes se les indica que envíen copias al aire a través de buzones o abandonen el documento en diferentes espacios públicos.
El periódico ha sido criticado por difundir información errónea sobre el COVID-19, teorías de conspiración antisemitas, negación del Holocausto y amenazas de muerte. y según una revisión de la Escuela Kennedy de Harvard "incluye contenido que tiene como objetivo fomentar la participación y el activismo entre los partidarios de las teorías de la conspiración, en lugar de simplemente presentar información".  El periódico ha pedido la ejecución de periodistas, políticos y médicos, lo que ha llevado a que se lo describa como contenido de "propaganda extremista".
Aunque la empresa detrás del periódico se disolvió el 15 de febrero de 2021, la BBC informó en junio de 2023 que se imprimían al menos 100.000 copias de The Light cada mes y que la publicación tenía más de 18.000 seguidores en el sitio de redes sociales Telegram. 

## Reclamos
La publicación hace regularmente afirmaciones conspirativas en torno a Bill Gates y los líderes mundiales, promueve la negación del cambio climático y afirma que las vacunas son dispositivos de control mental armados..
Ha pedido juicios de Nuremberg modernos para periodistas, políticos y médicos y ha hecho referencia repetidamente a teorías de conspiración sobre la Agenda 21 y el Gran Reinicio. Criticó periódicamente las restricciones de COVID-19 en el Reino Unido comparando los esfuerzos de vacunación con los campos de exterminio nazis. También se descubrió que el documento había difundido afirmaciones falsas sobre las vacunas, el COVID-19 y las cifras de muertes por COVID-19. También se descubrió que la publicación había difundido afirmaciones falsas sobre las vacunas, el COVID-19 y las cifras de muertes por COVID-19..
En septiembre de 2022, The Light compartió un artículo escrito por el youtuber Paul Joseph Watson en el que se afirmaba que Lyudmyla Denisova, ex Defensora del Pueblo de los Derechos Humanos en Ucrania, había admitido haber mentido acerca de que el ejército ruso había cometido crímenes de violación en Ucrania. El grupo de análisis de desinformación Lógicamente encontró que Denisova solo había aceptado su uso de lenguaje inapropiado al describir los crímenes de violación, pero no había admitido haber mentido sobre dichos crímenes.
En noviembre de 2022, The Irish Light publicó un titular con la frase 'Morí repentinamente' relacionada con los esfuerzos de marketing en torno al lanzamiento de una película independiente contra las vacunas del mismo nombre. En este número, el periódico utilizó las imágenes de 42 personas fallecidas, afirmando que habían muerto a causa de la vacunación. Tras la investigación, se descubrió que ninguna de las muertes se debió a las vacunas, sino que fueron causadas por ahogamiento, enfermedades prolongadas, accidentes automovilísticos, meningitis y otros eventos. El uso indebido de los nombres y las imágenes de las personas fallecidas para promover teorías de conspiración contra las vacunas causó una gran angustia entre los familiares de los deudos y un aumento del abuso en línea.

### Caso Diego Gilsenan
The Irish Light, editado por Gemma O'Doherty, en el que sugería que la vacuna de la covid-19 «no probada y peligrosa» era la culpable de las muertes de Gilsenan y de otras 41 personas. La madre del joven Edel Campbell, después de varios intentos para que el periódico retira la fotografía, decide demandar. Desde ese momento la señora Campbell ha sido víctima de Ciberacoso por parte del periódico y sus seguidores. En redes sociales, tanto The Irish Light como su editora, Gemma O'Doherty, acusaron durante semanas a Campbell de «mentiras escandalosas», de ser «mentalmente inestable» y de estar involucrada en un «fraude masivo». Los seguidores del medio de comunicación irlandés le han amenazado de muerte, además de llamar anónimamente a su oficina y amenazar a otros miembros del personal.
El Tribunal Superior de Dublín otorgó  una orden de alejamiento que prohíbe a O'Doherty contactar con Campbell y usar o publicar la imagen de su hijo para cualquier propósito sin el consentimiento de su madre. Sin embargo, el acoso en redes sociales contra Campbell ha continuado.

## Relaciones con la extrema derecha
El periódico ha publicado artículos del negacionista del Holocausto John Hamer y libros recomendados del supremacista blanco Eustace Mullins, y ha presentado un artículo de la bloguera seudónima Lasha Darkmoon que decía que la gente debería poder cuestionar el Holocausto. También defendió al locutor de radio Graham Hart, quien fue sentenciado a 32 meses de prisión después de hacer comentarios antisemitas en su programa de radio en los que caracterizó al pueblo judío como "inmundicia" y "ratas" que "merece ser exterminado".   El periódico también hace referencia regularmente a la teoría de la conspiración del marxismo cultural de extrema derecha, que tiene raíces similares en el antisemitismo, y ha promovido la película de propaganda neonazi Europa: La última batalla en su canal Telegram.
El periódico también ha sido criticado por el grupo antirracista Hope not Hate por su apoyo a la extrema derecha al entrevistar a la política del partido anti islam Anne Marie Waters, imprimir artículos en coautoría del presidente de los demócratas ingleses, Robin Tilbrook, y del líder del Partido Heritage. David Kurten, y material de promoción de Mark Collett, líder del grupo fascista Alternativa Patriótica. Según su fundador, está en comunicación con el editor de la publicación alemana de extrema derecha sobre teorías conspirativas Demokratischer Widerstand (Resistencia Democrática), que ha declarado que es un periódico "colaborador" de La Luz. Demokratischer Widerstand ha sido vinculado al Movimiento Ciudadanos del Reich, el grupo detrás del Intento de golpe de Estado en Alemania de 2022.

## Críticas
Líderes locales en ciudades de todo el país han acusado a la publicación de "avivar la división y el acoso con afirmaciones falsas y engañosas sobre las vacunas, el sistema financiero y el cambio climático".  Sus distribuidores también han sido criticados por dirigirse deliberadamente a concejales, adolescentes y niños.
Después de que se distribuyeran copias del periódico en Stroud, los residentes protestaron contra el periódico y declararon: "... estamos alarmados por el uso de la pandemia por parte de The Light para impulsar el apoyo al antisemitismo, la negación del Holocausto y el discurso de odio racista, así como a la negación del cambio climático, ataques al NHS y otras opiniones reaccionarias."
Siobhan Baillie, diputada de Stroud, calificó la información errónea contra las vacunas como "peligrosa, dañina e irrespetuosa" y luego expresó su preocupación en el Parlamento, afirmando: "¿Me ayudará el secretario de Estado a tranquilizar a Stroud sobre las vacunas y alentar a la gente a no compartirlas?". Información sobre Covid de fuentes no oficiales para detener este comportamiento peligroso, dañino e irrespetuoso."
Simon Fell, miembro del parlamento británico de Barrow-in-Furness, dijo sobre el periódico: "Este es un 'periódico' creado por un teórico de la conspiración que gana bastante dinero vendiendo camisetas sobre conspiraciones globales. El único consejo que puedo dar a la gente es que se laven las manos después de tirarlo a la papelera de reciclaje. La última vez que miré ya no había escasez de papel higiénico y la gente había dejado de acumularlo. En consecuencia, no puedo imaginar que la demanda de esto sea alta."
Neil O'Brien, el parlamentario por Harborough, también criticó el periódico. Después de ser distribuido en Barrow-in-Furness, el director de Salud Pública de Cumbria formuló una crítica similar contra su contenido.